# Nathan Crowley
Pour les articles homonymes, voir Crowley.
Nathan Crowley, né en 1966 à Londres, est un chef décorateur et directeur artistique britannique.

## Biographie
Nathan Crowley étudie pendant un an les beaux-arts à Londres avant d'obtenir un diplôme en architecture à l'université de Brighton. Il travaille dans un cabinet d'architectes mais perd rapidement ses illusions sur le potentiel artistique des réalisations commerciales et part aux États-Unis en 1990. Il commence une carrière dans le cinéma comme assistant décorateur sur les films Hook (1991) et Dracula (1992) et devient directeur artistique puis chef décorateur.
Il a été nommé sept fois à l'Oscar des meilleurs décors : en 2007 pour Le Prestige et en 2009 pour The Dark Knight, en 2015 pour Interstellar, en 2018 pour Dunkerque, en 2019 pour First Man, en 2021 pour Tenet et en 2025 pour Wicked.

## Filmographie

### Chef décorateur
- 2000 : An Everlasting Piece de Barry Levinson
- 2001 : En territoire ennemi de John Moore
- 2002 : Insomnia de Christopher Nolan
- 2003 : Veronica Guerin de Joel Schumacher
- 2005 : Batman Begins de Christopher Nolan
- 2006 : Entre deux rives d'Alejandro Agresti
- 2006 : Le Prestige de Christopher Nolan
- 2008 : The Dark Knight : Le Chevalier noir de Christopher Nolan
- 2009 : Public Enemies de Michael Mann
- 2012 : John Carter d'Andrew Stanton
- 2012 : The Dark Knight Rises de Christopher Nolan
- 2014 : Interstellar de Christopher Nolan
- 2017 : Dunkerque de Christopher Nolan
- 2017 : The Greatest Showman de Michael Gracey
- 2018 : First Man de Damien Chazelle
- 2020 : Tenet de Christopher Nolan
- 2023 : Wonka de Paul King
- 2024 : Wicked de Jon Chu
- 2025 : Wicked : Partie 2 (Wicked: For Good) de Jon Chu

### Directeur artistique
- 1993 : Snake Eyes d'Abel Ferrara
- 1994 : Mon ami Dodger de Franco Amurri
- 1995 : Braveheart de Mel Gibson
- 1995 : Assassins de Richard Donner
- 2000 : Mission impossible 2 de John Woo

## Distinctions

### Récompenses
- Oscars 2025 : meilleurs décors pour Wicked